# Wjatscheslaw Preobraschenski
Wjatscheslaw „Slava“ Preobraschenski (russisch Вячеслав Преображенский, englische Transkription Viacheslav Preobrazhenski; * 30. September 1951; † 21. Oktober 2017 in Stockholm) war ein russischer Jazzmusiker (Tenorsaxophon, Komposition).

## Leben und Wirken
Preobraschenski begann seine berufliche Laufbahn als Musiker im Alter von 14 Jahren. Er zog dann von Kurgan nach Moskau, um an der Gnessin-Akademie zu studieren. Während seines dortigen Studiums wurde er zum Militärdienst einberufen, so dass er sein Studium erst 1974 abschließen konnte. In den 1970er-Jahren arbeitete er in verschiedenen Moskauer Jazz- und Popgruppen und trat in den frühen 1980er-Jahren im Ensemble von Yuri Markin auf, mit dem auch erste  Aufnahmen entstanden. Um 1985 gehörte er dem Oleg Lundstrem Orchestra an und wirkte an dessen Album In Swing Time mit, als Solist zu hören in den Stücken „In Retro Style“ von Vitaly Dolgov und „Why“ von Sergei Terentyev. Preobrazhensky arbeitete fünf Jahre bei Lundstrem und tourte mit dem Orchester in Asien, Afrika und Europa. Zur gleichen Zeit spielte er in vielen kleinen Moskauer Jazzgruppen und trat auf Jazzfestivals in der gesamten UdSSR auf.
In den späten 1980er- und frühen 1990er-Jahren gehörte er dem Sovremennik-Orchester von Anatoly Kroll und dem Quintett von Vyacheslav Evlyutin an (Album Обратный Адрес, 1990). Unter eigenem Namen legte er 1991 bei Melodjia das Album Ещё Вчера... (Only Yesterday...) vor. Nach dem Ende der UdSSR folgten viele internationale Begegnungen, und 1990 reiste er zum ersten Mal in den Westen; u. a. nahm er an dem Treffen East Meets West Jazz Summit teil. 1992 nahm er mit Horace Parlan, Red Mitchell und dem Russischen Kammerorchester  unter der Leitung von Dushan Mihailovitch das Album We All Hope auf. Seitdem lebte er in Skandinavien; in Oslo entstand  1993 Russian Blue, aufgenommen mit Nisse Sandström, Horace Parlan, Sture Nordin und Ronnie Gardiner.

## Diskographische Hinweise
- Nightfall (2002), mit Bo Skuba, Ivar Lindell, Patrik Jansson